# Makopse
Makopse (del ruso: Макопсе) es un microdistrito perteneciente al distrito de Lázarevskoye de la unidad municipal de la ciudad-balneario de Sochi del krai de Krasnodar del sur de Rusia.
Está situado en el noroeste del distrito, a lo largo del valle del río Makopse en su desembocadura en la orilla nororiental del mar Negro y en las colinas circundantes. Sus principales calles son: Maiskaya, Koltsova, Grecheskaya, Zhasminnaya, Susanina, Pliazhnaya, Makopsinskaya, Sibirskaya y Svobody.

## Historia
La localidad fue registrada como tal por primera vez en 1923. Su origen está en la concesión de unas tierras en la desembocadura del Makopsé en 1870 al griego póntico Anastas Apostoli. En 1935 fue designada centro del selsovet Makopsinski.

## Economía y transporte

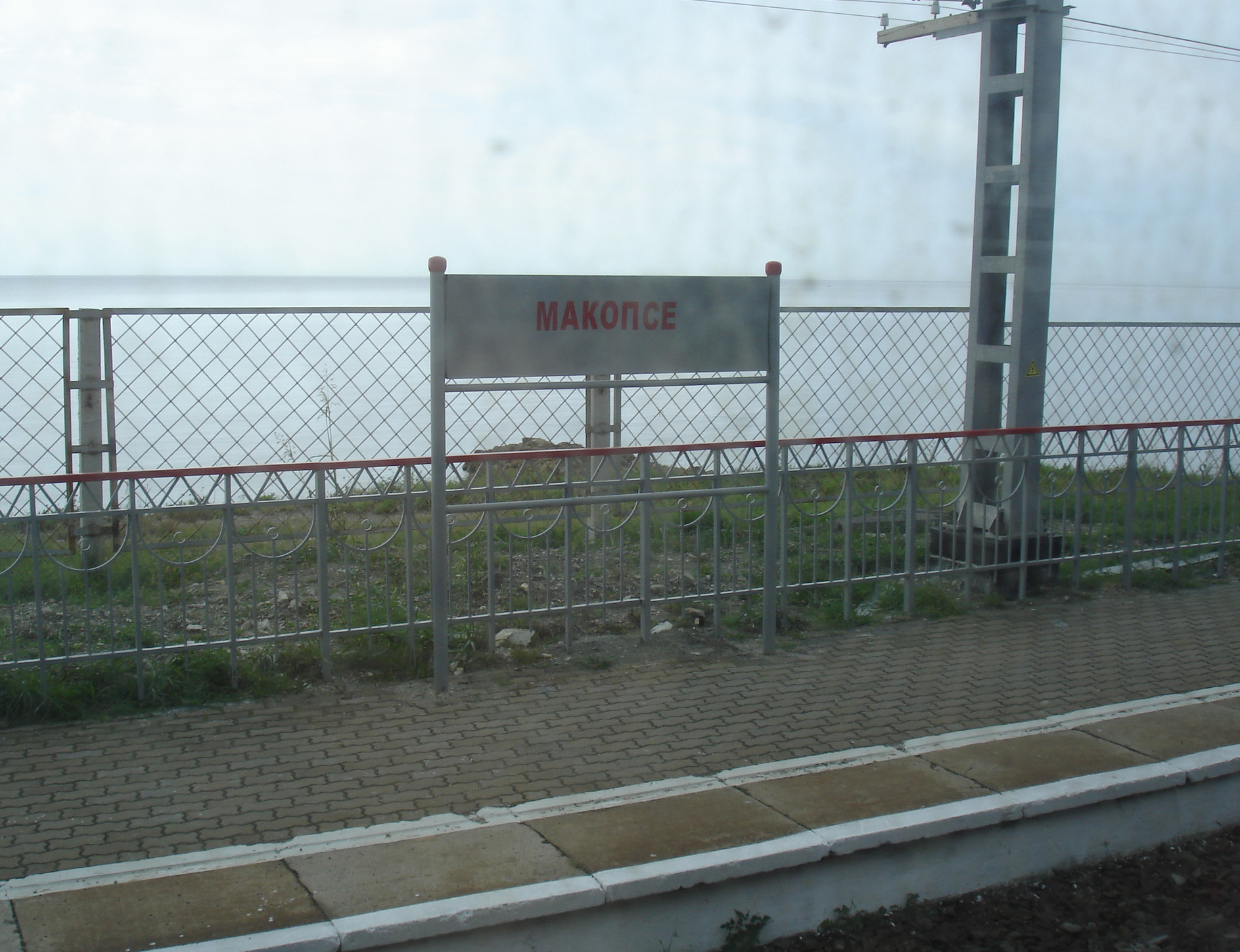
Plataforma ferroviaria de Makopse.

El principal motor económico de la localidad es el turismo. Son de interés los bosques caducifolios en los montes de los alrededores así como sus playas y su suave clima subtropical húmedo. El senderismo en el valle del Makopse, que forma cascadas en su curso, atrae a los amantes de la naturaleza.
Al noroeste del microdistrito hay una plataforma ferroviaria (Druzhba), establecida en 1951, en la línea Tuapsé-Sujumi de la red del ferrocarril del Cáucaso Norte. Entre Makopse y Vishniovka, en la misma línea, se halla la plataforma Makopse. La carretera federal M27 pasa por la localidad.

## Educación
En el microdistrito se halla la escuela n.º 79.